# The Great Bear
     Ingegneri
     Presentatori televisivi
     Filosofi
     Esploratori
     Pianeti
     Giornalisti
     Calciatori
     Musicisti
     Attrici ed attori
     Santi
     Artisti italiani
The Great Bear è una litografia di Simon Patterson prodotta in 50 copie nel 1992 che si trova alla Tate Britain a Londra.
A un osservatore disattento l'opera sembra la mappa della metropolitana di Londra, ma Patterson usa ogni linea per rappresentare gruppi di persone, da scienziati, santi e filosofi ad attori, esploratori e calciatori. L'artista sovverte il concetto di mappe e diagrammi come fonti autoritarie e sfida il nostro assunto che possano essere utilizzate senza dubbi prendendo queste fonti d'informazioni iconiche e aggiungendovi i suoi propri dati idiosincratici.